# Вук Калаитовић
Вук Калаитовић (1913—1948) био је поручник војске Краљевине Југославије. Током Другог светског рата био је командант Милешевског корпуса Југословенске војске у отаџбини.

## Други светски рат

### Устанак у Србији
Калаитовић се активирао у отпору осовинској окупацији Југославије августа 1941. године. 25. августа, заједно са јединицама војводе Ђекића и Влајка Ћурчића (војводе Златарског), учествовао је у заузимању Кокин Брода под контролом Немаца када су убијени сви припадници немачког гарнизона. Његов заменик био је Борислав Мирковић.
Калаитовић је затим учествовао у бици код Нове Вароши 5. септембра 1941.

### Оснивање Милешевског корпуса
Калаитовић је 29. октобра 1941. присуствовао скупу људи из села Штитково, Божетић и Буковик, у организацији четничког официра Боже Јаворског. У фебруару 1942. заједничке снаге четника под командом Калаитовића и муслиманске милиције којима је командовао Хасан Звиздић напале су комунистичке снаге. У јесен 1942. године промењена је организација четничких јединица у долини реке Лим, на основу иницијативе Павла Ђуришића, и основан је Милешевски корпус којим је командовао Вук Калаитовић.
Наводно, током једне битке са комунистичким снагама, четници којима је командовао Калаитовић заробили су 120 непријатељских војника и открили да је њих 22 носило униформу усташа, којима су припадали пре него што су се придружили комунистима, и одмах их погубили.

### Учешће у Ђуришићевим рацијама освете
Црногорски четници, којима је командовао Павле Ђуришић, напали су 5. јануара 1943. године 33 села претежно насељена муслиманима у региону Доњег Бихора. Они су спроводили нападе освете над санџачким муслиманима, од којих су многи били невини сељани, с циљем да се обрачунају са муслиманским милицијама.
У фебруару 1943. године четничке јединице којима је командовао Калаитовић, заједно са онима којима су командовали Остојић, Баћовић, Ђуришић и Лукачевић, убили су, према Ђуришићевом исказу, око 1.200 муслиманских милиционара и око 8.000 жена, деце и стараца. У само једном селу, Касидолу код Прибоја, Калаитовићеве трупе су убиле 227 Муслимана, од којиһ је већина убијена һладним оружјем или живим спаљивањем у својим кућама. Међутим, Ђуришићеве процене убијених у науци се сматрају преувеличаним. Историчар Милутин Живковић сматра да је на територији четири среза страдало око 3.000 људи, великом већином жене, деце и стараца.

### Повлачење са Ђуришићем према Словенији кроз Босну
Милешевски корпус са тада 200 људи, којима је командовао Калаитовић, придружио се јединицама Павла Ђуришића које су се повлачиле крајем 1944. Његове јединице су 16. децембра 1944. године заседале у близини Миљевине и донесена је одлука да се повлачи ка северу.
Четничке јединице биле су реструктуриране у односу на наредбу објављену 5. јануара 1945. године, али је Милешевски корпус остао нереструктуриран и под заповедништвом Калаитовића. Калаитовић је са својим јединицама учествовао у бици на Лијевче пољу.

### Напуштање Ђуришића и повратак у Штитково
После битке, Калаитовић и група његових четника повукли су се из рејона Бањалуке са намером да се врате у рејон Санџака. Напустили су Ђуришића 9. априла 1945.
Калаитовић је био један од четничких заповедника који је преживео пораз четничких снага на Зеленгори 13. маја 1945.

## Реч на крају
2010. године у селу Штитково на имању породице Калаитовић постављен је споменик посвећен Калаитовићу. Српски историчар Салих Селимовић наводи да је Калаитовић штитио муслиманско становништво и да никада није напао ниједан муслимански локалитет у зони своје одговорности. Када су током 1945. године комунистичке власти откриле да се Калаитовић крије у селу Кладница, блокирале су то подручје, али су муслимански сељани помогли Калаитовићу да се сакрије и побегне. Српска историчарка Дубравка Стојановић приговорила је споменику у Штиткову јер сматра да су Калаитовићеве јединице починиле ратне злочине. 2013. године у Штиткову је постављена спомен-плоча за 108 четника погинулих у Другом светском рату.